# Overspanningsafleider

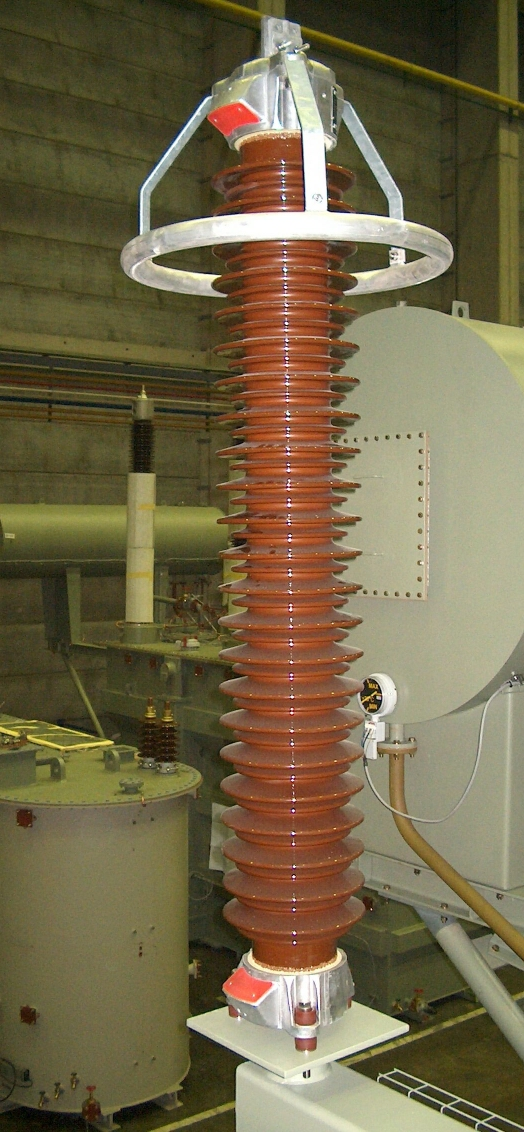
Een hoogspannings-overspanningsafleider, gemonteerd op een vermogenstransformator in de transformatorfabriek

Een overspanningsafleider is een constructie die in het geval van het optreden van een overspanning, bijvoorbeeld ten gevolge van blikseminslag of schakelhandelingen, een veilige afleiding in werking zet opdat de overspanning geen schade toebrengt aan overige componenten. Overspanningsbeveiliging wordt in een laagspanningsinstallatie op zoneovergangen geplaatst welke wordt bepaald door de NEN-EN-IEC62305. Zodra een uitwendige bliksembeveiligingsinstallatie (LPZ0) wordt vereffend aan de interne aardingsinstallatie (LPZ1) dient hier een klasse 1 bliksemstroomafleider te worden geplaatst. Een veel toegepaste afleider is bijvoorbeeld een DEHNbloc of DEHNbloc M. Deze afleider zorgt ervoor dat de bliksem(deel)stroom wordt vereffend aan de spanningvoerende leidingen waarbij de geldende stoorvastheid van 4 kV niet overschreden wordt. Zodra er vanaf de betreffende laagspanning(hoofd)verdeler naast de afgaande distributiegroepen tevens eindgroepen worden gedistribueerd valt de verdeler in stoorvastheid categorie 3(NEN62305) hier dient de overspanningsbeveiliging een maximale restspanning te bieden van 2,5kV. Om dit te bereiken wordt een zogenaamde combi-afleider geplaatst zoals een DEHNventil. Als er geen uitwendige bliksembeveiligingsinstallatie is voorzien kan de Klasse 1 karakteristiek worden overgeslagen. In dit geval volstaat Klasse 2 zoals een DEHNguard M. Deze biedt de fabrikant tegenwoordig met geïntegreerde voorbeveiliging. Klasse 3 beveiliging dient zo dicht mogelijk bij de verbruiker te worden geplaatst.
Naast laagspanning wordt ook de midden- en hoogspanningsinstallatie voorzien van bliksemstroomafleider. Om het hoogspanningsnet te vrijwaren van beschadigingen ten gevolge van overspanning, worden in de stations van het hoogspanningsnet tegenwoordig altijd overspanningsafleiders toegepast.

## Eisen
Overspanningsafleiders in de stations van het hoogspanningsnet hebben als eigenschap, dat ze de optredende overspanningen begrenzen en tot een aanvaardbaar niveau terugbrengen. Hierdoor bestaat er geen gevaar meer voor belangrijke componenten als driefasentransformatoren met grote vermogens.
Door deze begrenzende eigenschap kunnen de driefasentransformatoren voor een lager isolatieniveau worden ontworpen dan strikt noodzakelijk, waardoor de kostprijs hiervan aanzienlijk kan dalen. Aangezien overspanningsafleiders relatief goedkoop zijn, is dit een aantrekkelijk concept, dat dan ook veelvuldig wordt toegepast.
Om de gewenste resultaten te bereiken, dienen de afleiders aan een aantal eisen te voldoen. Zo moeten deze:
- snel aanspreken
- de stroom zo snel mogelijk afbreken
- een groot aantal overspanningen kort na elkaar kunnen verdragen

## Typen overspanningsafleiders

### Vonkenbrugafleider
In de bestaande hoogspanningsstations treft men nog veel zogenaamde vonkenbrugafleiders aan. Dit zijn afleiders, opgebouwd uit een aantal in serie geschakelde vonkbruggen en halfgeleiders met parallel hieraan de stuurelementen R en C die zorgen voor een lineaire spanningsverdeling. In het bijgaande schema zijn deze componenten terug te vinden.
Een vonkenbrug is voor te stellen als een bougie in het ontstekingssysteem van een verbrandingsmotor.
Bij een overspanning van enige betekenis, slaan de vonkenbruggen over en gaat er een stroom van de hoogspanningsaansluiting via de halfgeleiders naar aarde vloeien.
In een halfgeleider ontstaat pas stroomgeleiding, als de spanning een bepaalde waarde overschrijdt, waardoor deze zich als een laagohmige weerstand gaat gedragen, afhankelijk van het soort materiaal waarvan de halfgeleider is samengesteld. Wegens het niet-lineaire gedrag van de halfgeleiders noemt men deze ook wel niet-lineaire of spanningsafhankelijke weerstanden.
In de elektronica worden dergelijke halfgeleiders ook wel VDR’s genoemd (VDR = Voltage Dependent Resistor) of varistor.
De niet-lineaire weerstanden in vonkenbrugafleiders bestaan uit siliciumcarbide (SiC) met een vulmiddel. Siliciumcarbide, ook bekend onder de naam carborundum, is een vrij hard materiaal, dat onder meer voor slijpschijven wordt gebruikt.
De niet-lineaire weerstanden gedragen zich enigszins anders dan zogenaamde ohmse weerstanden. Bij een ohmse weerstand – verder gewoon weerstand genoemd – neemt de stroom evenredig toe met het stijgen van de spanning.
Zoals uit de grafiek duidelijk wordt, is bij aanleggen van een spanning U van 10 kV de stroom I = 2 kA aanwezig. Bij een verdubbeling van de spanning wordt ook de stroom tweemaal zo groot. De weerstand {\displaystyle R={U \over I}} is hier dus constant 5 Ώ.
Bij een niet-lineaire weerstand gaat deze evenredigheid niet meer op. De niet-lineaire weerstanden van de halfgeleider SiC, die worden gebruikt in vonkenbrugafleiders, hebben een karakteristiek, zoals weergegeven in bijgaande grafiek. In deze grafiek is af te lezen, dat bij een spanning van 2 kV een stroom aanwezig is van circa 25 A. Bij een verdubbeling van de spanning wordt de stroom niet 50 A maar circa 300 A, wat dus inhoudt, dat de weerstand van het SiC bij 4 kV duidelijk kleiner is dan bij 2 kV. Bij 6 kV is dit effect nog groter. Hierbij is de stroom al gestegen tot 1000 A. Om deze enorme stijging van de stroom te kunnen weergeven, is de X-as op een logaritmische schaal uitgezet.
De eigenschap, dat bij stijgen van de spanning de weerstand steeds kleiner wordt, maakt een niet-lineaire weerstand dus uitermate geschikt voor toepassing in afleiders. Met de niet-lineaire weerstanden wordt namelijk bereikt, dat de spanning over de afleider niet buitensporig hoog wordt bij aanspreken hiervan. Dit houdt in, dat als een overspanning de afleider bereikt, de weerstand van de halfgeleiders sterk zal dalen, waardoor de stroom toeneemt en de energie snel wordt afgevoerd. Hierdoor zal de overspanning vrijwel onmiddellijk dalen tot de bedrijfsspanning. Verder houden, ter voorkoming van een explosie, de niet-lineaire weerstanden de stroom binnen gestelde grenzen en zorgen ze ervoor dat de bogen over de vonkenbruggen snel worden geblust.
Zoals eerder vermeld, bestaat een vonkenbrugafleider uit enkele in serie geschakelde vonkenbruggen en niet-lineaire weerstanden, plus de bijbehorende stuurelementen. Een handzaam 'pakket' met een aantal van deze combinaties wordt een sectie genoemd, en is als regel uitgelegd voor een spanning van circa 10 kV. De bedrijfsspanningen van het hoogspanningsnet lopen van 50 kV tot 380 kV, zodat er om aan de bedrijfsspanning van een totale afleider te komen dus een aantal secties achter elkaar moet worden geschakeld.

### Metaaloxide-afleider
De moderne overspanningsafleiders zijn uitgevoerd met alleen niet-lineaire weerstanden van het metaaloxide in de vorm van ZnO met enkele toevoegingen. Door het bijzondere niet-lineaire karakter van dit materiaal wordt een uitermate gunstig beschermniveau bereikt met een geringe stroomopname in rusttoestand. Dit type afleider heeft door deze gunstige eigenschappen, de eenvoudige constructie ervan en de grote betrouwbaarheid bijna volledig de vonkenbrugafleider verdrongen. Ter vergelijking zijn in de volgende afbeelding de karakteristieken gegeven van zowel de ZnO-weerstanden als de SiC-weerstanden (figuur rechts).
In de linker afbeelding is een doorsnede weergegeven van een afleider met ZnO-secties. Net als bij de vonkenbrugafleider is boven in de afleider een drukontlasting aangebracht om te voorkomen, dat bij repeterende overspanningen de inwendige druk te hoog oploopt, waardoor de afleider zou kunnen exploderen. Deze druk ontstaat door de stijging van de temperatuur door de stroomdoorgang tijdens aanspreken van de afleider. De rillen op de isolator zijn aanwezig om de kruipweg naar aarde te vergroten en om eventueel condensvocht te onderbreken, waardoor kans op overslag over de buitenzijde van de isolator uitblijft.